# 方称宇
方称宇，博士，研究员，香港城市大學教授。

## 生平
方称宇本科毕业于广东外语外贸大学，在英国伦敦大学学院取得博士学位后在该校研究和执教十余年，后就职于香港城市大学翻译与语言学系。方称宇是国际标准化组织TC37委员会的专家成员，中国全国术语与语言内容资源标准化技术委员会成员。他的主要研究方向包括语料库语言学、计算语言学和自然语言处理。语言学方面的著作有《英语语料库与自动语法分析》（2007年）、《ISO语义标注框架：对话行为》（2012年）和《语言特征、文类和语域的计算》（2015年）等。:ix-x
方称宇除了其在语言学方面的研究之外，还致力于中国古代钱币的收集和研究，曾是英國東方錢幣學會（Oriental Numismatic Society）的會員，曾多次应邀在英国大英博物馆和英国皇家钱币学会做有关中国花钱的报告。2012年，方称宇受聘為英國愛德華·羅賓遜爵士基金會（ESG Robinson Charitable Trust）研究員，在大英博物館幣章部進行館藏中國花錢的研究和電子化工作。方称宇是中国民俗钱币学会的主要發起人之一，並任該會常務副會長。钱币学方面的著作有《中国花钱与传统文化》（2008年）、《中国花钱的语言与造像》（2016年）等。:ix-x